# Excelsior (Minnesota)
Excelsior é uma cidade localizada no estado americano do Minnesota, no Condado de Hennepin.

## Demografia
Segundo o censo americano de 2000, a sua população era de 2393 habitantes.
Em 2006, foi estimada uma população de 2276, um decréscimo de 117 (-4.9%).

## Geografia
De acordo com o United States Census Bureau tem uma área de 1,7 km², dos quais 1,6 km² cobertos por terra e 0,1 km² cobertos por água. Excelsior localiza-se a aproximadamente 291 m acima do nível do mar.

## Localidades na vizinhança
O diagrama seguinte representa as localidades num raio de 8 km ao redor de Excelsior.